# Thadée Van Saceghem
Thadée Joseph Antoine Hyacinthe Van Saceghem (Gent, 21 oktober 1767 - Kluizen, 19 mei 1852) was een Belgisch senator.

## Levensloop

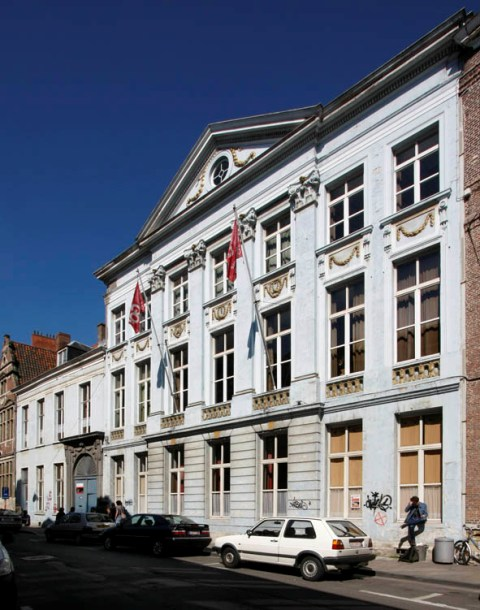
Huis van Saceghem in de Drabstraat, Gent

Hij was een zoon van advocaat Joseph Van Saceghem en van Anne Baut. Hij trouwde met Marie-Anne de Potter. Het echtpaar bleef kinderloos. In Gent bewoonden ze het statige herenhuis Baut-van Saceghem in de Drabstraat (later Koninklijk Atheneum) en als zomerverblijf hadden ze het kasteel van Kluizen.
Hij werd vanaf 16 september 1835 katholiek senator voor het arrondissement Gent en vervulde dit mandaat tot in 1843.
In het bezit van een groot fortuin zette hij zich in voor de ontwikkeling van de tuinbouw. Hij ontving prijzen in bloemen- en plantenexposities. Daarnaast was hij ondersteuner van de schone kunsten in Gent, als een van de bestuurders van de Kunstacademiedirecteur. Hij bezat een aanzienlijke kunstcollectie, die een van de te bezoeken plekken uitmaakte voor bezoekers aan Gent. Hij verkocht zijn hele collectie, die openbaar werd geveild een jaar voor zijn dood.
Hij was een weldoener van de Congregatie van de Zusters van Maria in Nederbrakel.